# Jerzy Tatoń
Jerzy Stefan Tatoń (ur. 9 lipca 1928 w Węgierskiej Górce, zm. 19 kwietnia 2011 w Stargardzie Szczecińskim) – nauczyciel, instruktor harcerski, harcmistrz, pionier harcerstwa w Stargardzie Szczecińskim.

## Życiorys
Urodził się w Węgierskiej Górce, syn Kazimierza Tatonia i Janiny Graf. W roku 1935 przeprowadził się do Bobowej koło Tarnowa.
W 1937 roku wstąpił do ZHP. Mając 9 lat pojechał na swój pierwszy obóz we Władysławowie. Od tego czasu systematycznie uczestniczył w akcjach harcerskich. Brał udział w zjeździe dla młodzieży starszej w Tucznie. Po wojnie, w 1945 będąc w liceum wstąpił do drużyny harcerskiej. Przyrzeczenie harcerskie złożył 23 czerwca 1946. W 1948 roku, kiedy zerwano z tradycją skautową i metodą harcerską, zawiązały się Organizacje Harcerskie (OH) działające w ramach ZMP. Jerzy Tatoń  przestał angażować się w pracę drużyn. W 1950 zdał maturę i w latach 1951–1953 odbywał służbę wojskową.
Będąc nauczycielem, jednocześnie drużynowym i członkiem ZNP, prowadził warsztaty szkolne, czuwał nad rozwojem młodzieży, organizował obozy i wycieczki, chciał rozpowszechniać idee harcerstwa. Na Krajowym Zjeździe Działaczy Harcerskich w Łodzi (8-10 grudnia 1956) był jednym z trzech przedstawicieli regionu zachodniopomorskiego. Poznał tam osobiście Jacka Kuronia i Aleksandra Kamińskiego. W roku 1958 złożył zobowiązanie instruktorskie i został komendantem hufca w Stargardzie Szczecińskim. W sierpniu 1960 ożenił się z Zofią Meller (ur. 1938) –  nauczycielką, instruktorką ZHP, której wcześniej pomagał w działalności harcerskiej. Cztery lata później (1964) urodził się jego syn Jerzy.
Od 2000 roku należał do Stargardzkiego Kręgu Seniorów "Waganci".
Jerzy Tatoń był pasjonatem harcerstwa, często opowiadał o początkach ZHP, historie drużyn w których był oraz przygody obozowe.

## Odznaczenia i odznaki honorowe
- Złoty Krzyż Zasługi za pracę w ZHP – 17 lipca 1985
- Krzyż za Zasługi dla ZHP – 16 czerwca 1987
- Zasłużony Instruktor Zachodniopomorskiej Chorągwi ZHP – 15 października 1988
- Złoty Krzyż za Zasługi dla ZHP - 14 marca 2002[2]

## Przebieg służby instruktorskiej
- Drużynowy Drużyny Harcerskiej w SP w Grzędzicach (1956–1957)
- Komendant hufca w Stargardzie Szczecińskim (1 stycznia 1958-15 października 1960)
- Zastępca komendanta hufca w Stargardzie Szczecińskim (16 października 1960-15 listopada 1967)
- Opiekun szczepu przy Zespole Szkół Zawodowych ZNTK Stargard (16 listopada 1967-10 listopada 1970)
- Opiekun Drużyny Harcerskiej przy Zespole Szkół Zawodowych ZNTK Stargard (5 maja 1972-25 czerwca 1977)
- Przewodniczący Komisji Instruktorskiej w KH ZHP Stargard, sekretarz Komisji Historycznej w Stargardzie Szczecińskim (1984–1989)
- Członek Rady Hufca w Stargardzie Szczecińskim (1986–1989)
- Członek Komisji Rewizyjnej w Komendzie Chorągwi w Szczecinie (1986-1989)
- Członek Komisji Instruktorskiej w KH ZHP w Stargardzie Szczecińskim (1989)